# Nicholas Lavery
Nicholas Lavery (* 1. Juli 1998 in Carlton, Victoria) ist ein australischer Ruderer. Er gewann bis 2023 bei Weltmeisterschaften eine Bronzemedaille.

## Sportliche Karriere
Lavery wurde in einem Stadtteil von Melbourne geboren und wuchs in Melbourne auf. Er besuchte bis 2016 das Wesley College. Danach studierte er in Sydney und ruderte für den UTS Haberfield Rowing Club. Von 2020 bis 2022 trainierte er am Victorian Institute of Sport, wo er danach als Trainer wirkte.
Laverys internationale Karriere währte nur kurz. Bei den U23-Weltmeisterschaften 2019 belegte er den neunten Platz im Vierer ohne Steuermann. Bei den erst 2021 ausgetragenen Olympischen Spielen in Tokio belegte Lavery mit dem australischen Achter den sechsten Platz. 2022 bei den Weltmeisterschaften in Račice u Štětí saßen mit Nicholas Lavery und Angus Widdicombe noch zwei Ruderer aus dem Olympia-Boot im australischen Achter, hinzugekommen war auch Rohan Lavery, der jüngere Bruder von Nicholas. Die Australier wurden Dritte hinter den Briten und Niederländern, wobei sie das Ziel 2,2 Sekunden hinter den Niederländern erreichten.